# Herbert Brenon
Herbert Brenon, all'anagrafe Alexander Herbert Reginald St. John Brenon (Dublino, 13 gennaio 1880 – Los Angeles, 21 giugno 1958), è stato un regista, sceneggiatore e attore irlandese.

## Biografia
Herbert Brenon nacque a Kingstown (l'attuale Dún Laoghaire) nei pressi di Dublino: suo padre Edward St. John Brenon era uno scrittore e critico teatrale, la madre Frances era una donna colta, autrice di una commedia che in seguito il figlio avrebbe messo in scena.
Herbert Brenon cominciò la sua carriera come regista teatrale, lavorando nel vaudeville insieme alla moglie, Helen Oberg. Iniziò la sua carriera cinematografica all'IMP, debuttando nel cinema nel 1911 come sceneggiatore. L'anno seguente, passò alla regia, interpretando anche film come attore. Nella sua carriera recitò in 22 film, ne diresse 128, ne scrisse 58. Diresse attori famosi come King Baggot, Annette Kellerman, Pola Negri, Ronald Colman, Lon Chaney, Loretta Young, Alice Joyce, Clara Bow, Anna May Wong, Norma Talmadge, Theda Bara.
Tra i suoi lavori più notevoli, vanno ricordati Peter Pan, adattamento del 1924 del lavoro teatrale di Barrie e Padre del 1927, film per cui ottenne una candidatura come miglior regista alla prima edizione degli Oscar nel 1929.

### La famiglia
Il fratello di Herbert, Algernon St. John Brenon, fu critico musicale del Morning Telegraph di New York. Fu sostituito nel 1913 dalla figlia Aileen, che poi sarebbe diventata addetta stampa alla Paramount. L'altra figlia di Algernon, Juliet Brenon, intraprese la carriera di attrice e prese parte ad alcuni film dello zio.

### La morte
Morì a Los Angeles il 21 giugno 1958 all'età di settantotto anni e venne sepolto in un mausoleo privato al Woodlawn Cemetery nel Bronx a New York.

## Filmografia

### Regista
- All for Her – cortometraggio (1912)
- Lady Audley's Secret, co-regia di Otis Turner – cortometraggio (1912)
- The Clown's Triumph – cortometraggio (1912)
- Fanchon the Cricket (1912)
- The Dividing Line – cortometraggio (1912)
- Betty, the Coxswain (1912)
- The Heart of a Gypsy (1912)
- A Case of Dynamite (1912)
- Reunited by the Sea (1912)
- The Padrone's Daughter (1912)
- Chappie the Chaperone (1912)
- The Love Test (1912)
- The Blind Musician (1912)
- The Fugitives (1912)
- Leah, the Forsaken (1912)
- Vengeance (1912)
- No Greater Love (1912)
- Lass o' the Light (1912)
- The Long Strike (1912)
- The New Magdalen – cortometraggio (1912)
- Rags and Riches (1913)
- In a Woman's Power – cortometraggio (1913)
- Dr. Jekyll and Mr. Hyde – cortometraggio (1913)
- Kathleen Mavourneen (1913)
- The Bishop's Candlesticks (1913)
- Blood Will Tell – cortometraggio (1913)
- She Never Knew – cortometraggio (1913)
- Secret Service Sam (1913)
- The Comedian's Mask – cortometraggio (1913)
- The Angel of Death (1913)
- The Last of the Madisons (1913)
- Robespierre (1913)
- Ivanohe (1913)
- The Anarchist (1913)
- The Child Stealers of Paris (1913)
- Time Is Money (1913)
- Love or a Throne (1913)
- Watch Dog of the Deep (1914)
- Absinthe (1914)
- The Price of Sacrilege (1914)
- Neptune's Daughter (1914)
- Love and a Lottery Ticket (1914)
- Across the Atlantic (1914)
- The Old Rag Doll (1914)
- When the World Was Silent (1914)
- When the Heart Calls (1914)
- Redemption (1914)
- The Tenth Commandment (1914)
- In Self Defense (1914)
- Peg o' the Wilds (1914)
- Life's Shop Window, co-regia di Harry Belmar (1915)
- She Was His Mother (1915)
- The Awaited Hour (1915)
- Kreutzer Sonata (1915)
- Barriera di sangue (The Heart of Maryland) (1915)
- The Clemenceau Case (1915)
- The Two Orphans (1915)
- Sin (1915)
- The Soul of Broadway (1915)
- The Missing Witness (1916)
- La figlia degli Dei (A Daughter of the Gods) (1916)
- The Governor's Decision (1916)
- The Voice Upstairs (1916)
- War Brides (1916)
- Bubbles (1916)
- Love or an Empire (1916)
- Whom the Gods Destroy, co-regia di James Stuart Blackton e William P.S. Earle (1916)
- The Girl of the Hour (1917)
- The Sins of a Brother (1917)
- The Eternal Sin (1917)
- The Lone Wolf (1917)
- The Fall of the Romanoffs (1917)
- The Invasion of Britain (1918)
- Empty Pockets  (1918)
- The Passing of the Third Floor Back (1918)
- Victory and peace (1918)
- Quinneys, co-regia di Maurice Elvey e Rex Wilson (1919)
- Beatrice (1919)
- 12.10 o Twelve: Ten (1919)
- Principessa misteriosa (1920)
- Passion Flower (1921)
- Il colchico e la rosa (1921)
- The Sign on the Door (1921)
- Beatrice (1921)
- The Wonderful Thing (1921)
- Any Wife (1922)
- A Stage Romance (1922)
- Shackles of Gold (1922)
- La valle della follia (Moonshine Valley) (1922)
- The Custard Cup (1923)
- Sorella contro sorella (1923)
- The Rustle of Silk (1923)
- La donna dalle quattro facce (The Woman with Four Faces) (1923)
- The Spanish Dancer (1923)
- Nell'ombra di Parigi (Shadows of Paris) (1924)
- The Breaking Point (1924)
- The Side Show of Life (1924)
- Gli avventurieri dell'Alaska (The Alaskan) (1924)
- Peter Pan (1924)
- The Little French Girl (1925)
- The Street of Forgotten Men (1925)
- A Kiss for Cinderella (1925)
- The Song and Dance Man (1926)
- Dancing Mothers (1926)
- Gli eroi del deserto (Beau Geste) (1926)
- L'ultimo porto (God Gave Me Twenty Cents) (1926)
- The Great Gatsby (1926)
- The Telephone Girl (1927)
- Padre (Sorrell and Son) (1927)
- Ridi pagliaccio (Laugh, Clown, Laugh) (1928)
- Il soccorso (The Rescue) (1929)
- Lummox (1930)
- The Case of Sergeant Grischa (1930)
- Beau Idea (1931)
- Il Forte di Hoggar (Beau Ideal) (1931)
- Transgression (1931)
- The Girl of the Rio (1932)
- Wine, Women and Song (1933)
- Royal Cavalcade (1935)
- Honours Easy (1935)
- Someone at the Door (1936)
- Living Dangerously (1936)
- The Live Wire (1937)
- The Dominant Sex (1937)
- Spring Handicap (1937)
- Housemaster (1938)
- Yellow Sands (1938)
- Black Eyes (1939)
- The Flying Squad (1940)

### Sceneggiatore
- The Dream, regia di Thomas H. Ince e George Loane Tucker (1911)
- The Scarlet Letter, regia di Joseph W. Smiley, George Loane Tucker (1911)
- For Her Brother's Sake, regia di Thomas H. Ince (1911)
- Shamus O'Brien, regia di Otis Turner (1912)
- All for Her, regia di Herbert Brenon (1912)
- The Heart of a Gypsy, regia di Herbert Brenon – cortometraggio (1912)
- Camille, regia di Jay Hunt (1912)
- In a Woman's Power, regia di Herbert Brenon (1913)
- Kreutzer Sonata (1915)
- The Clemenceau Case (1915)
- The Two Orphans (1915)
- Sin (1915)
- The Soul of Broadway, regia di Herbert Brenon (1915)
- The Ruling Passion, regia di James C. McKay (1916)
- The Marble Heart, regia di Kenean Buel (1916)
- La figlia degli Dei (A Daughter of the Gods) (1916)
- War Brides (1916)
- Love or an Empire (1916)
- The Eternal Sin (1917)
- Principessa misteriosa, regia di Herbert Brenon (1920)
- Passion Flower (1921)
- The Sign on the Doo (1921)
- Beatrice (1921)
- The Wonderful Thing (1921)
- La valle della follia (Moonshine Valley), regia di Herbert Brenon (1922)
- Gli eroi del deserto (Beau Geste), regia di Herbert Brenon (1926)
- Padre (Sorrell and Son), regia di Herbert Brenon (1927)

### Attore
- Shamus O'Brien, regia di Otis Turner (1912)
- Neptune's Daughter, regia di Herbert Brenon (1914)
- Temper vs. Temper, regia di Hobart Henley e Ray C. Smallwood – cortometraggio (1914)
- Barriera di sangue (The Heart of Maryland), regia di Herbert Brenon (1915)
- The Missing Witness, regia di Herbert Brenon (1916)

### Supervisore
- The Ruling Passion, regia di James C. McKay (1916)

### Produttore
- Traffic in Souls, regia di George Loane Tucker (1913)
- The Lone Wolf, regia di Herbert Brenon (1917)
- Empty Pockets, regia di Herbert Brenon (1918)
- La gitana (The Spanish Dancer), regia di Herbert Brenon (1923)
- The Telephone Girl, regia di Herbert Brenon (1927)

### Documentari o film dove appare
- The Great Universal Mystery, regia di Allan Dwan (1914)